# Matthew Macfadyen
David Matthew Macfadyen, angleški filmski igralec, televizijski igralec in gledališki igralec, * 17. oktober 1974, Great Yarmouth, Norfolk, Anglija, Združeno kraljestvo.
Matthew Macfadyen je najbolje prepoznaven po svoji vlogi načelnika organizacije MI5, Toma Quinna, v dramski televizijski seriji Spooks (poznani tudi kot MI-5) in g. Fitzwilliama Darcyja v filmski verziji iz leta 2005 romana Prevzetnost in pristranost.